# Cleveland Bulldogs
I Cleveland Bulldogs sono stati una squadra di football americano della National Football League con sede a Cleveland.
Fondata nel 1923 col nome di Cleveland Indians come la precedente franchigia con sede a Cleveland, la squadra disputò la stagione 1923 col nome originario e le stagioni 1924, 1925 e 1927 col nome Bulldogs.
La squadra vinse il campionato NFL 1924.